# 彭伟平
彭伟平（1986年—），安徽灵璧人，汉族，中华人民共和国政治人物、第十二届全国人民代表大会安徽地区代表。
2013年，担任全国人大代表。